# Ksar Oulad Youssef
Ksar Oulad Youssef (en arabe : قصر أولاد يوسف) est un village fortifié dans la province de Zagora, région de Draa-Tafilalet au sud-est du Maroc .